# Léon Rabot
Pour les articles homonymes, voir Rabot.
Léon Rabot, né le 19 décembre 1879 à Blanquefort-sur-Briolance (Lot-et-Garonne) où il est mort le 12 août 1956, est un cycliste français.

## Biographie
Cycliste professionnel de 1907 à 1911.
Il est membre de l'équipe Labor en 1907.

## Palmarès
- 1907
  - 9e de Bordeaux-Paris

### Résultats sur le Tour de France
- 1908 : 33e du classement général
- 1909 : 22e du classement général